# Meister der Weibermacht

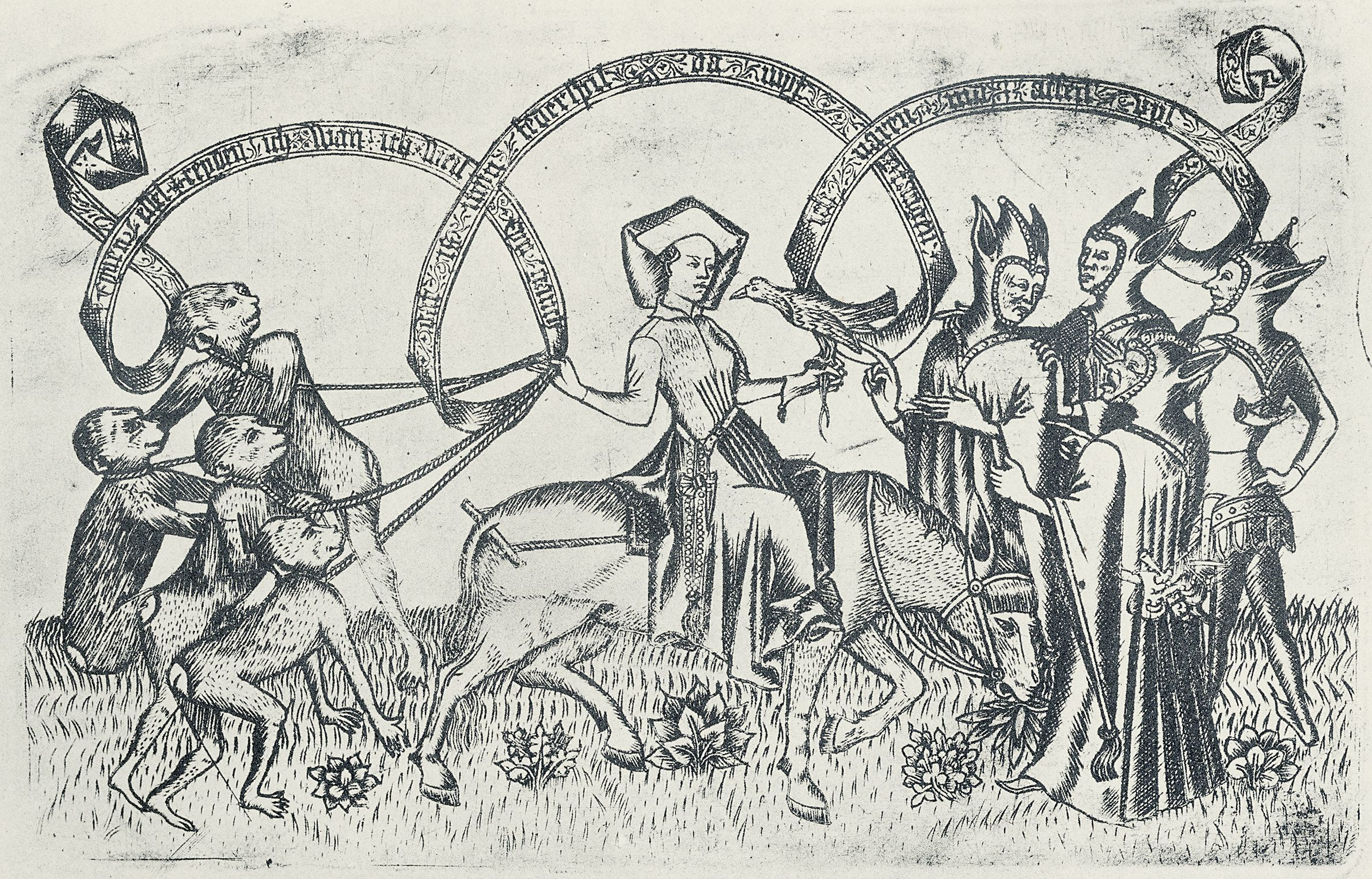
Macht des Weibes, Kupferstich, Deutschland ca. 1451–1475

Als Meister der Weibermacht wird ein namentlich nicht bekannter Kupferstecher bezeichnet, der um 1450 am Niederrhein tätig war.

## Namensgebung
Der Meister der Weibermacht erhielt seinen Notnamen nach einigen seiner Illustrationen der Weibermacht. Diese Stiche stellen das im ausgehenden Mittelalter und in der Renaissance beliebte Motiv der Macht der Frauen dar, auch aus einem Weisen leicht einen Narren machen zu können. Die Weibermacht symbolisiert die „verkehrte Welt“, in der die gesellschaftlich erwünschte Ordnung der Geschlechter auf dem Kopf steht.
Zuerst war nach einem einzelnen Stich mit einer Jahreszahl ein Meister von 1462 benannt, dem dann nachfolgend weitere 20 Stiche mit religiösen und weltlichen Motiven zugeordnet wurden. Nachdem jedoch der namensgebende Stich dieses Meisters als ein Werk des Meisters mit den Bandrollen erkannt wurde, wurden die restlichen Stiche unter dem Notnamen eines Meisters der Weibermacht nach diesen darunter befindlichen Stichen zur Weibermacht weiter geführt.
Zwischenzeitlich wurde vermutet, dass diese verbliebene Gruppe von Stichen eventuell von mehreren verschiedenen Künstlern, also nicht nur vom  Meister der Weibermacht alleine stammen könnte.
Dem Meister der Weibermacht wird auch der Entwurf einiger Kartenspiele zugeschrieben.

## Werke (Auswahl)
- Basel, Öffentliche Kunstsammlung, Kupferstichkabinett
  - Folge zur Passion Christi
- Berlin, Kupferstichkabinett
  - Gefangennahme Christi
- Dresden, Kupferstichkabinett
  - Szenen aus Leben und Passion Christi
  - Kartenspiel
  - Kartenspiel
- München, Bayrische Staatsbibliothek
  - Macht des Weibes
  - Hl. Katharina
- Nürnberg, Germanisches Nationalmuseum, Grafische Sammlung
  - Maria lactans
- Wien, Grafische Sammlung Albertina
  - Christus am Kreuz und drei Engel, um 1451–1475
  - Folge zur Passion Christi